# Tchu-lo
Tchu-lo fou un anti-khan dels turcs occidentals, revoltat el 602 i que es va fer amo de la part oriental del kanat amb centre a la regió de l'Ili. Com que tenia pretensions sobre Xina, els xinesos van enviar contra ell al comissari imperial P'ei Kiu que va donar suport al kan de l'occident del kanat Che-kuei. Finalment Tchu-lo va passar al servei de la Xina el 611 i va morir el 620.